# Somero
Somero est une ville du sud-ouest de la Finlande, dans la région de Finlande du Sud-Ouest.

## Histoire
L'actuelle Somero trouve son origine dans une ville marchande fondée au XIVe siècle. Elle était une importante étape sur la route des taureaux, le principal axe de communication de la toute jeune colonie suédoise de Finlande. Cette route reliait les deux plus importants châteaux, Turku et Hämeenlinna, et Somero marquait le passage entre les provinces historiques de Finlande du Sud-Ouest et du Häme.

## Géographie
Aujourd'hui, Somero marque toujours la jonction entre les plaines agricoles du Sud-Ouest et les forêts profondes du centre du pays. On y trouve le point culminant de la région de Finlande du Sud-Ouest, ainsi que plusieurs lacs dont l'un marque la source de la rivière Paimionjoki.
Le centre administratif est un gros bourg agricole avec les services de base, desservant une commune étendue largement dévolue à l'agriculture.
En 1977, la petite municipalité rurale de Somerniemi a été rattachée à Somero. La commune est devenue formellement une ville en 1993.
Somero est traversée par la route nationale 10.
Les municipalités limitrophes sont :
- en Finlande du Sud-Ouest : Kiikala au sud, Kuusjoki au sud-ouest et Koski Tl à l'ouest ;
- dans le Kanta-Häme : Ypäjä au nord-ouest, Jokioinen au nord et Tammela au nord-est ;
- enfin, Nummi-Pusula en Uusimaa (à l'est).

## Démographie
Depuis 1980, l'évolution démographique de Somero est la suivante,:
| Année      | 1980   | 1985   | 1990   | 1995  | 2000  | 2005  | 2010  |
| ---------- | ------ | ------ | ------ | ----- | ----- | ----- | ----- |
| population | 10 289 | 10 015 | 10 002 | 9 894 | 9 789 | 9 606 | 9 330 |

| Année      | 2015  | 2020  |
| ---------- | ----- | ----- |
| population | 9 093 | 8 715 |

## Lieux et monuments
- Église de Somero
- Église de Somerniemi
- Musée du tracteur de Mäkilä
- Hiidenlinna
- Ämyri

## Jumelages
- Älvkarleby (Suède)
- Vindafjord (Norvège)
- Otterup (Danemark)

## Personnalités
- Aleksi Aaltonen, ministre
- Helvi Hämäläinen, écrivain
- Karita Mattila, chanteur d'opéra
- Minna Nikkanen, sauteur à la perche
- Pentti Nikula, sauteur à la perche
- Kauko Nyström, sauteur à la perche
- Rauli ”Badding” Somerjoki, chanteur de rock
- Agnes Hildegard Sjöberg (1888 - 1964), vétérinaire finlandaise, y a vécu.

## Galerie

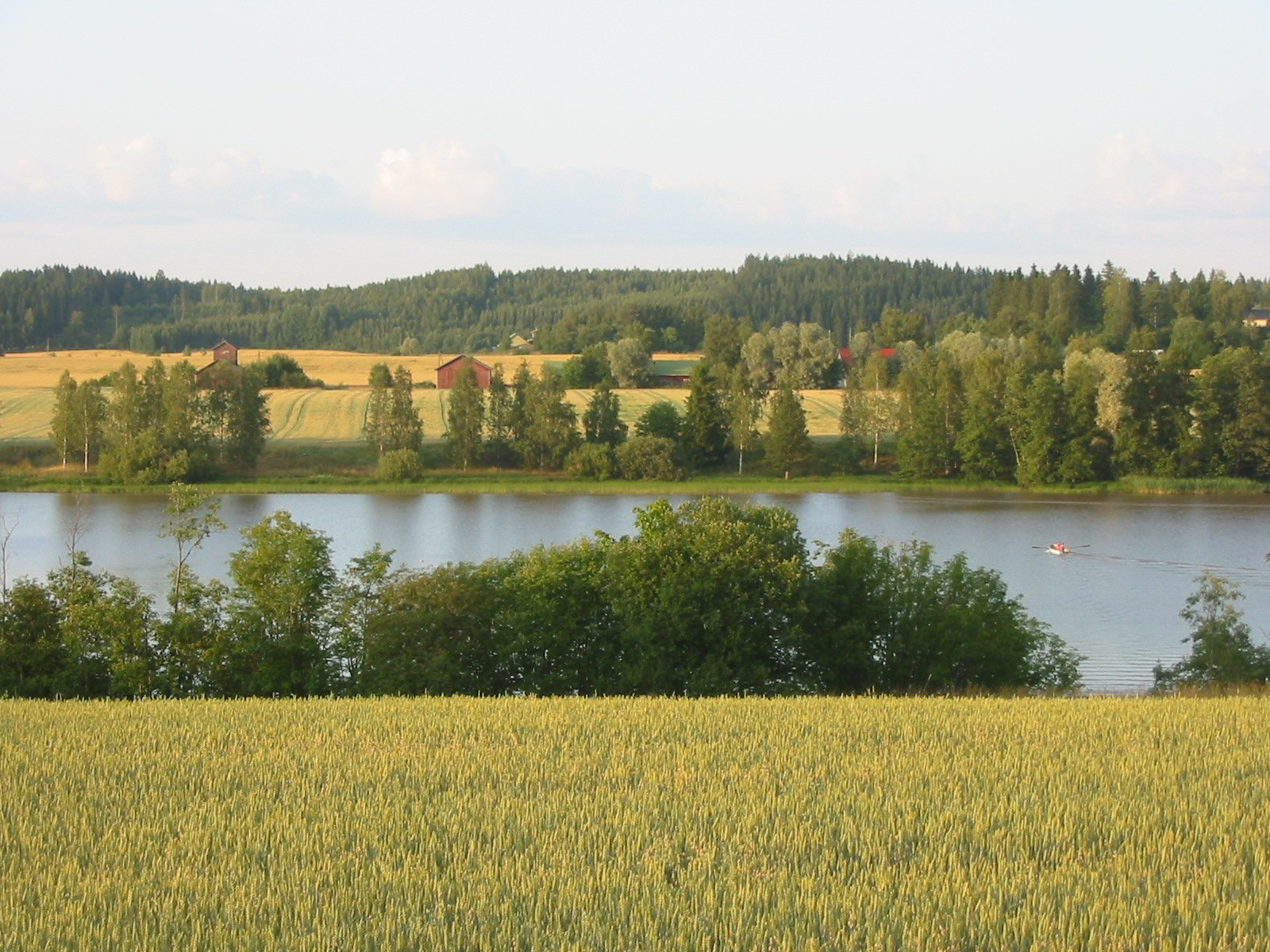
Lac Hirsjärvi.
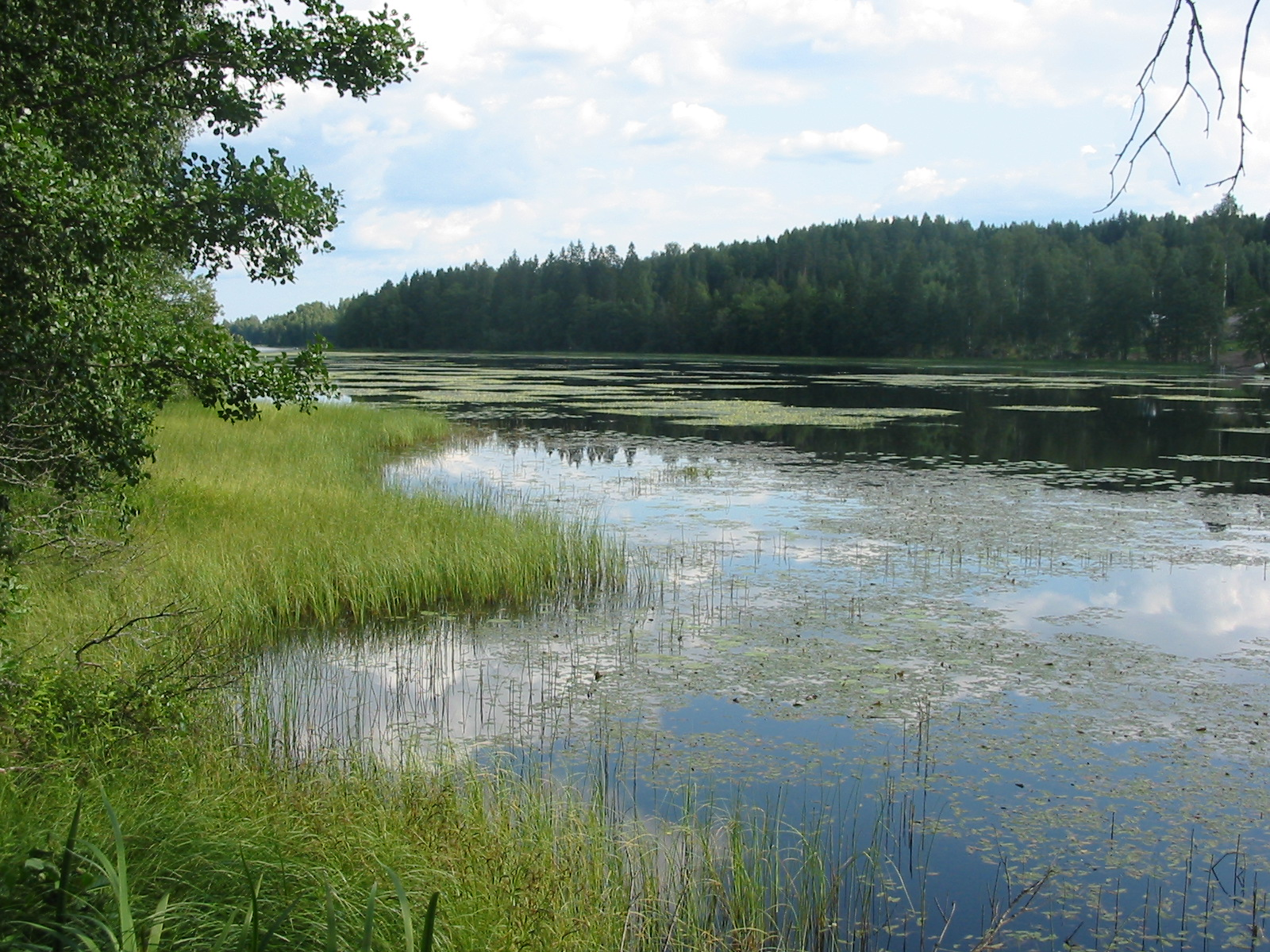
Lac Arimaa.
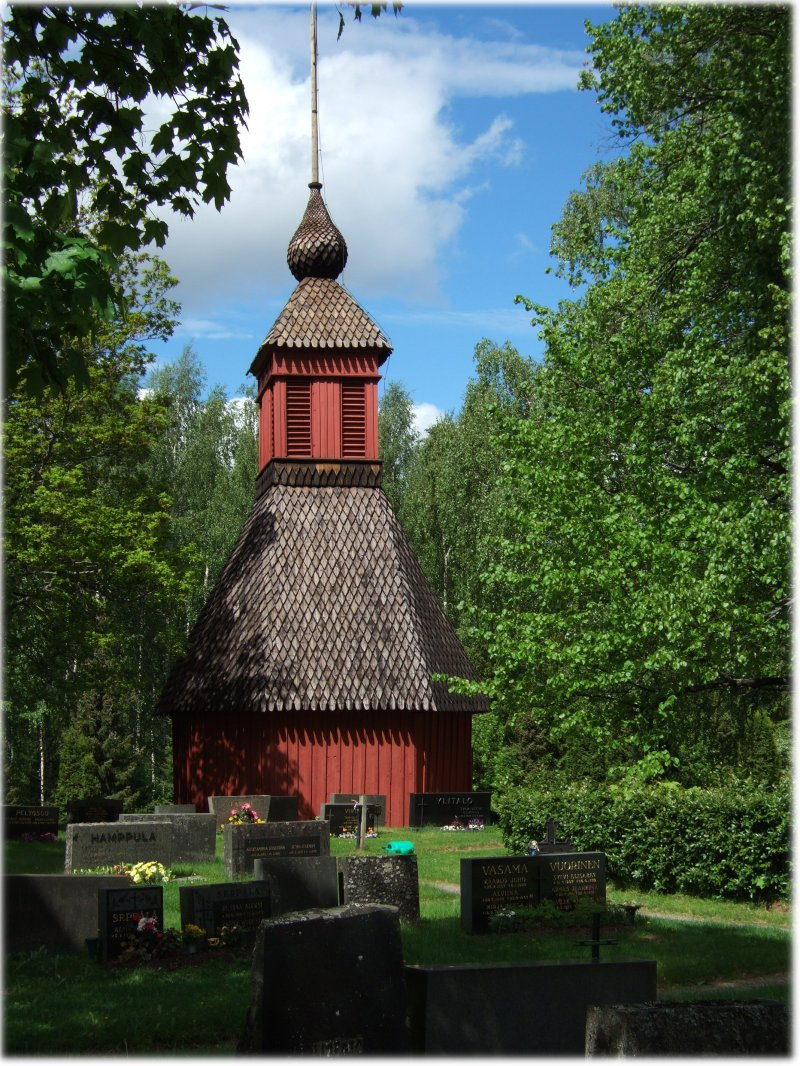
Clocher de l'église de Somerniemi
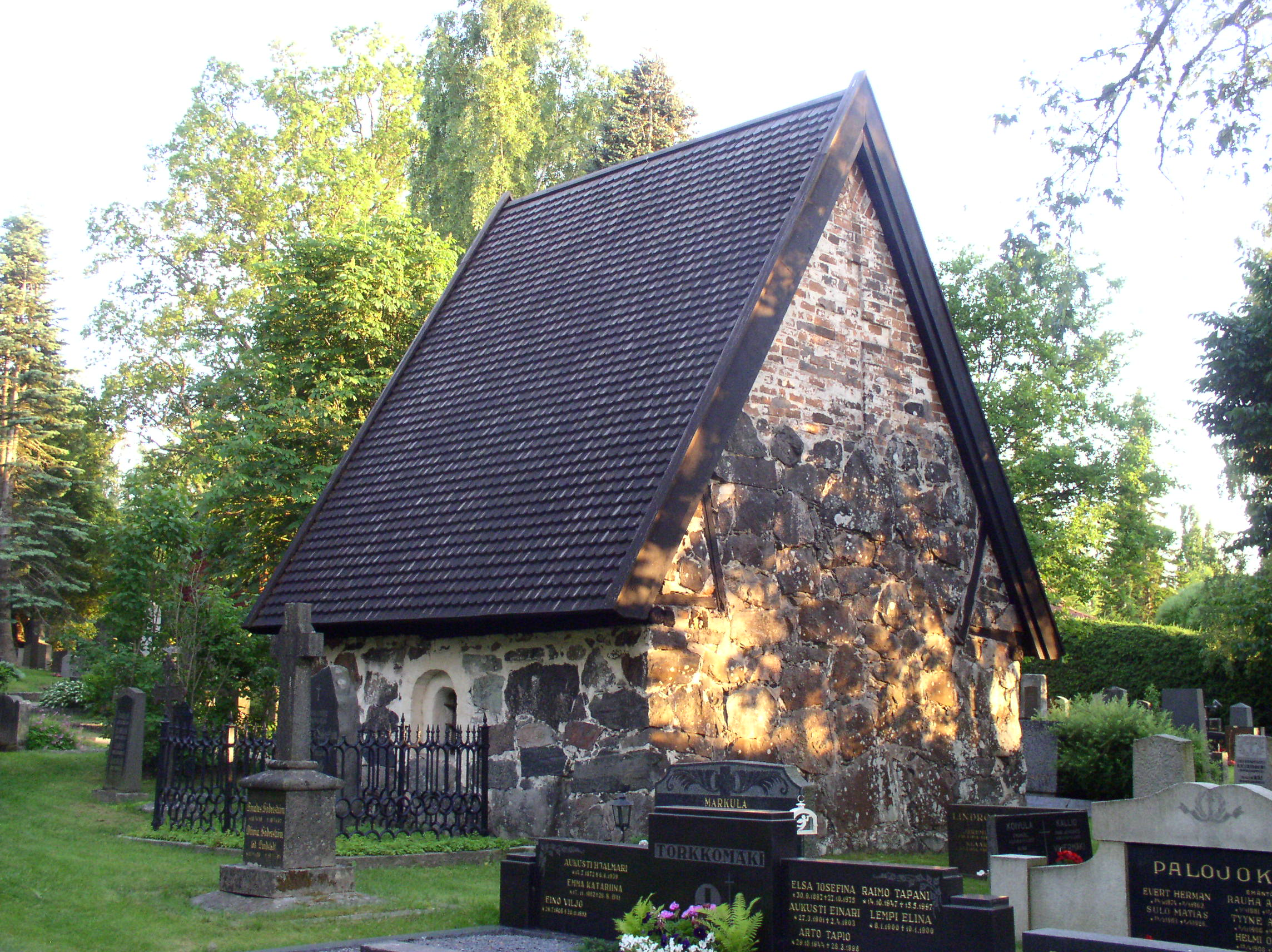
Sacristie de Somero.
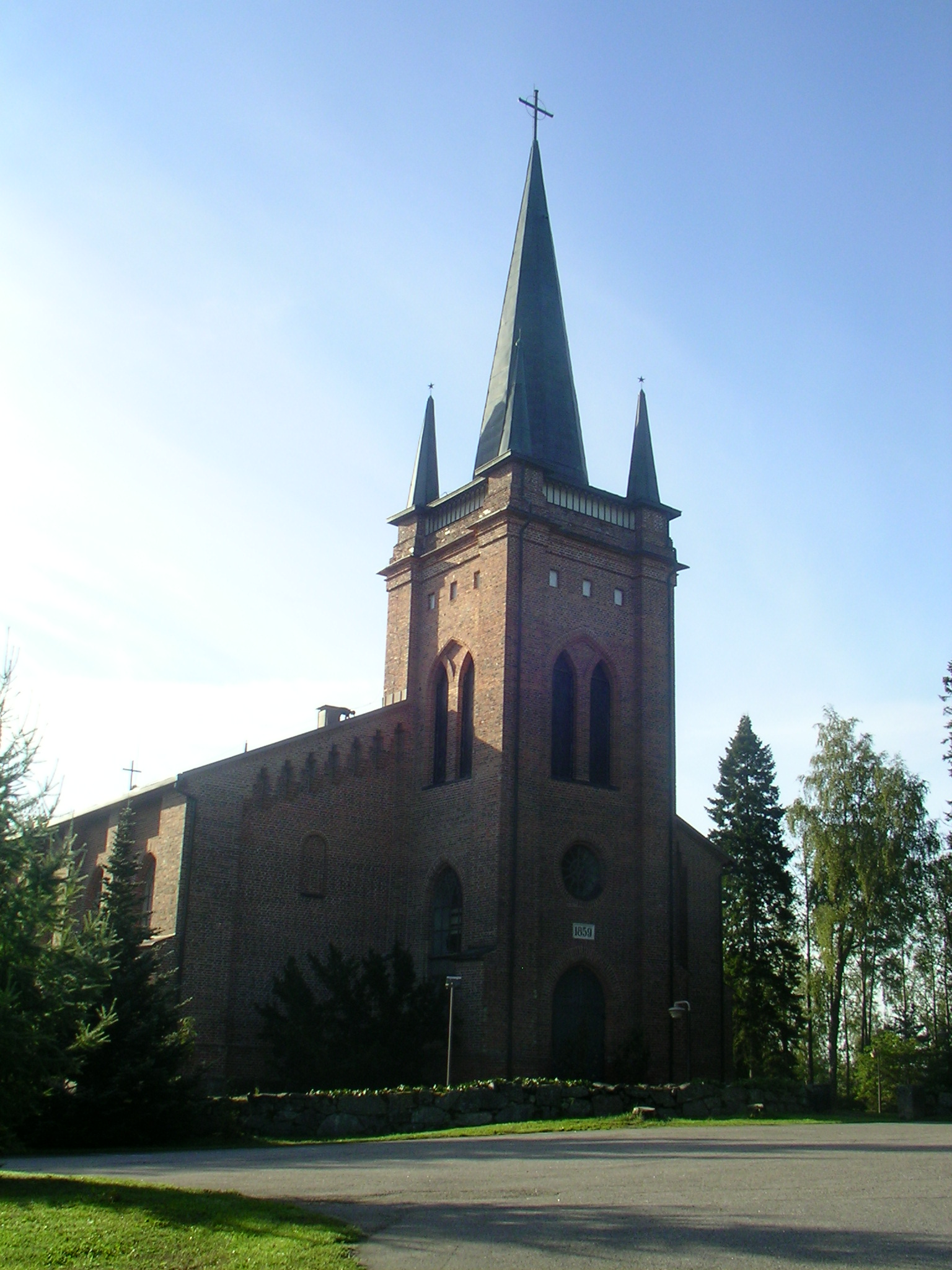
Église de Somero